# Frank Riva
Frank Riva ist eine 6-teilige Fernsehserie von France 2 und ZDF mit Alain Delon in der Titelrolle. In Deutschland wurden nur drei Teile im Frühjahr 2004 ausgestrahlt.

## Staffel 1

### Folge 1 – Der Mann aus dem Nichts (L’homme de nulle-part)
Tony Rizzoni und seine Männer Roth, Sebastian und Buscema überraschen den Drogendealer Eric Schell
bei einer Übergabe, wobei Rizzoni schwer verletzt wird. Er fällt ins Koma. Frank Riva wird aus seinem
Versteck reaktiviert. Er war in den 1970er Jahren bei der Loggia Familie eingeschleust worden. Als die beiden Loggia Brüder verhaftet wurden, musste Riva fliehen. Anfangs hat Riva einige Schwierigkeiten mit den Kollegen, weil er ein alter Eigenbrötler ist. Dies ändert sich, als er enthüllt, dass Rizzoni sein Bruder war. Rizzoni stirbt. Riva findet das Versteck von Schell, doch Schell wurde hingerichtet. Es stellt sich heraus, dass Roth für Schell arbeitete und Rizzoni beim Einsatz erschoss. Schell musste deshalb auch sterben. Roth wird von Riva gestellt und Kommissarin Herzog kann Riva davon noch abbringen, sich an Roth zu rächen.

### Folge 2 – Eine offene Rechnung (La croix étoilée)
Drei ehemalige Mitglieder der Loggias werden von einem Unbekannten hingerichtet. Norbert entgeht knapp einem Anschlag. Er wendet sich an Francois Melfi, der beim ersten Anschlag verletzt wurde, da er vom Killer verwechselt wurde. Der Killer verteilt Kreuze eines Nachbardorfes der Heimat der Loggias. Frank Riva findet den Schützen. Es ist eine Frau, die den Tod ihres Vaters rächen will. Aber nicht das beunruhigt Riva, denn er erfährt zu alledem, dass er Vater von Nina Rizzi ist. Die Frau will ein Treffen mit Norbert. Als sie Norbert Loggia auf einem Flugplatz stellen, kommt es zu einem Showdown, wobei Norbert getötet wird.

### Folge 3 – Allein gegen das Verbrechen (Le dernier des trois)
Nachdem Frank Riva seine Tochter in die Obhut von Sebastian gebracht hat, wird diese von Maxime Loggias Männern von dort entführt. Es stellt sich heraus, dass Nina von Maxime schwanger ist. Rivas Freund Xavier, der Polizeichef, will Maxime endgültig überführen und räumt ihm völlige Handlungsfreiheit ein. Es gelingt Rivas Leuten eine CD mit genauen Plänen einer Drogenübergabe abzufangen. Während dieser Übergabe jedoch kommt die Drogenfahndung dazwischen und Riva fängt den Kurier ab. Er will die Lieferung benutzen, um Nina im Tausch dafür zu befreien. Als sich Maxime seinen kolumbianischen Partnern erklären muss, bekommt er das Angebot, dass zwei Killer bereits auf dem Weg sind, Riva aus dem Weg zu räumen. Riva befreit seine Tochter, doch Maxime flieht schwer verletzt ohne seine Lieferung. Als er zu seiner Freundin Catherine gerufen wird, erwarten ihn schon zwei Killer. Doch Riva hat Glück, einer von ihnen ist ein interner Ermittler. Als Xaviers Frau ihrer Krankheit erliegt, erkennt Riva durch verschiedene Hinweise, dass Xavier in vielen Ereignissen die Finger im Spiel hatte. Bei der Beerdigung kündigt er ihm seine Freundschaft.